# Gone Daddy Gone
Gone Daddy Gone è un singolo del gruppo musicale statunitense Violent Femmes, pubblicato nel 1983 ed estratto dall'album eponimo.

## Il brano
Il brano include un intero verso tratto dalla canzone I Just Want to Make Love to You del 1954 di Willie Dixon, che è accreditato come coautore. Per questo motivo inoltre, in alcuni casi come nella compilation Permanent Record: The Very Best of Violent Femmes (2005), essa è intitolata Gone Daddy Gone/I Just Want to Make Love to You.

## Cover
Una cover del brano è stata realizzata dal gruppo italiano Prozac+ nel 1997, ed è stata aggiunta nella ristampa del loro primo album Testa plastica.
Un'altra cover fu prodotta dal gruppo Gnarls Barkley ed incisa nel loro album di debutto St. Elsewhere, uscito nel 2006.